# タリキ
タリキは、ソーレアリア所属のお笑いコンビ。2000年結成。

## メンバー
丸山 裕樹（まるやま ゆうき、1974年9月30日 - ）
- 香川県仲多度郡琴平町出身
- 立ち位置は向かって右
- 自他共に認める音痴。「歌うだけで爆笑が取れる」と武政は話している[1]。やるせなすの番組に「音痴マン」というキャラで登場したこともある[1]。

武政 賢祐（たけまさ けんすけ、1975年3月7日 - ）
- 高知県土佐清水市出身
- 立ち位置は向かって左

## 来歴
2000年、四国学院大学英文科時代の同級生同士で結成。武政はDJをやるために上京したが、友達もなかなか出来なかったことで、大学卒業後は大阪に出て役者の学校に通い時代劇出演で活動していた丸山を呼ぼうとしたが、その時は呼ぶ理由が何も無く、「芸人やらへん？」と呼んでみたら丸山はその次の日に上京、結成に至る。コンビ名は「男っぽい名前が良かった」からということで「男」の字を「田」と「力」に分解してタリキと名付けた。
サンミュージック、ワタナベエンターテインメント、カフナロックといった芸能事務所を経て、2018年10月よりソーレアリアに所属している。
ワタナベエンターテインメント時代から中山秀征に可愛がられており、「THE・サンデー」の週刊!男前ニュースにて、「中山秀征イチオシの前説芸人・タリキ」として取り上げられた。また「四番 なかやま」（TBSラジオ）では笑い屋としてスタジオ内に常駐していた。
同期の髭男爵やゲッターズと親交が深く、定期的に共同ライブをしていた。
武政は、自分が言葉でボケて、丸山は「へっぽこキャラ」だと話している。長きにわたってドン・キホーテ新宿店にコンビ揃って勤務しており、ドンキ芸人と呼ばれる。芸歴よりドンキバイト歴のほうが長い。武政は芸人で一番スニーカーを売り、丸山はドンキの収入で自宅を購入した。

## 出演番組
- 新春ホワイトカーペット(フジテレビ)キャッチコピーは「自力でやります」
- 爆笑オンエアバトル  戦績0勝1敗 最高125KB
- TX 〇〇式って、効くの？
- 名古屋テレビ ドデスカ！
- BS-TBS 焼肉女子会
- NTVシューイチ
- TBS 新春解禁！余談大賞
- YTV 浜ちゃんが！
- NTV ヒルナンデス
- NTV ポシュレ
- NTV ウチのガヤがすみません!
- TBS金曜ドラマ クロコーチ
- TBS ラヴィット